# Blood of the Earth
Blood of the Earth è il 24° album in studio del gruppo space rock britannico Hawkwind, pubblicato nel 2010.

## Tracce
Tutti i brani sono stati scritti da Dave Brock, eccetto dove indicato
1. Seahawks - 6:14
2. Blood of the Earth (Brock, Matthew Wright) - 2:59
3. Wraith (Darbyshire, Hone, Blake, Chadwick) - 6:07
4. Green Machine (Hone) - 4:04
5. Inner Visions (Tim Blake) - 4:29
6. Sweet Obsession (originariamente apparso su Earthed to the Ground di Dave Brock) - 4:45
7. Comfy Chair - 4:54
8. Prometheus (Darbyshire, Hone, Blake, Chadwick) - 5:48
9. You’d Better Believe It (originariamente apparso su Hall of the Mountain Grill) - 7:11
10. Sentinel (Darbyshire, Hone, Blake, Chadwick) - 6:03

### Bonus track
1. Starshine [nelle versioni CD e in vinile] - (Brock, Jason Stuart) - 7:11
2. Sunship [nella versione vinile] - (Darbyshire, Hone) - 2:54

### 2º Disco (Live)
1. Space - 1:45
2. Angels of Death - 8:37
3. Wraith (Darbyshire, Hone, Blake, Chadwick) - 5:28
4. Tide of the Century (Tim Blake) - 5:59
5. Magnu - 8:25
6. Levitation - 7:25
7. Long Gone (cover di Syd Barrett) - 3:11
8. Intervista 2010 - 10:24

## Formazione
- Dave Brock - chitarra, tastiere, voce
- Niall Hone - chitarra, basso, tastiere, sampler
- Mr. Dibs - basso, voce
- Tim Blake - tastiere
- Richard Chadwick - batteria, voce
- Matthew Wright - voce (2)